# Liste der höchsten Gebäude in Indien
Der Artikel Liste der höchsten Gebäude in Indien umfasst eine Liste mit allen Wolkenkratzern in Indien mit über 200 Meter Höhe.

## Übersicht
Das im Jahr 1970 errichtete World Trade Center in Mumbai mit einer Höhe von 156 Metern war bis zum Jahr 2010 das höchste Gebäude Indiens. Im Jahr 2010 wurden zwei 256 Meter hohe Zwillingstürme fertiggestellt, die Imperial Towers in Mumbai. In den folgenden Jahren wuchs die Anzahl an hohen Gebäuden in Mumbai rasant, wodurch Mumbai für seine Vielzahl an Wolkenkratzern bekannt wurde. Im Jahr 2019 wurde mit The 42 in Kalkutta der erste Wolkenkratzer mit über 200 Meter Höhe in Indien außerhalb von Mumbai erbaut. In Noida befindet sich der Wolkenkratzer Supernova Spira im Bau, der eine Höhe von 300 Metern erreichen soll.
Im April 2021 befanden sich 39 Gebäude mit einer geplanten Höhe von mindestens 200 Metern im Bau. Der Bau von sechs weiteren Gebäuden dieser Höhe, darunter das Palais Royale mit einer geplanten Höhe von 320 Metern, ruhte.
Mit Lokhandwala Minerva mit einer Höhe von 301 Metern wurde im Jahr 2023 der erste superhohe Wolkenkratzer Indiens fertiggestellt.

## Höchste Wolkenkratzer in Indien
Aufgenommen sind nur Gebäude, die beim CTBUH den Status „Completed“ (fertiggestellt) besitzen.
| #   | Name                        | Stadt    | Höhe  | Baujahr | Etagen | Quelle |
| --- | --------------------------- | -------- | ----- | ------- | ------ | ------ |
| 1.  | World One                   | Mumbai   | 280 m | 2020    | 76     | [ 8 ]  |
| 2.  | World View                  | Mumbai   | 278 m | 2020    | 73     | [ 9 ]  |
| 3.  | Nathani Heights             | Mumbai   | 262 m | 2020    | 72     | [ 10 ] |
| 4.  | The Imperial 1              | Mumbai   | 256 m | 2010    | 60     | [ 11 ] |
| 4.  | The Imperial 2              | Mumbai   | 256 m | 2010    | 60     | [ 12 ] |
| 6.  | The 42                      | Kalkutta | 249 m | 2019    | 65     | [ 13 ] |
| 7.  | Ahuja Towers                | Mumbai   | 249 m | 2015    | 54     | [ 14 ] |
| 8.  | One Avighna Park            | Mumbai   | 247 m | 2019    | 61     | [ 15 ] |
| 9.  | Crescent Bay Tower 6        | Mumbai   | 240 m | 2019    | 62     | [ 16 ] |
| 10. | Two ICC                     | Mumbai   | 223 m | 2019    | 68     | [ 17 ] |
| 11. | World Crest                 | Mumbai   | 222 m | 2017    | 57     | [ 18 ] |
| 11. | Crescent Bay Tower 5        | Mumbai   | 222 m | 2019    | 63     | [ 19 ] |
| 11. | Century Mills Tower         | Mumbai   | 222 m | 2014    | 51     | [ 20 ] |
| 14. | Lodha Venezia Tower A       | Mumbai   | 213 m | 2017    | 68     | [ 21 ] |
| 14. | Blu Estate & Club - Sky Blu | Mumbai   | 213 m | 2019    | 56     | [ 22 ] |
| 16. | Crescent Bay Tower 4        | Mumbai   | 206 m | 2019    | 58     | [ 23 ] |
| 17. | Kohinoor Square Tower A     | Mumbai   | 201 m | 2019    | 50     | [ 24 ] |

## Galerie

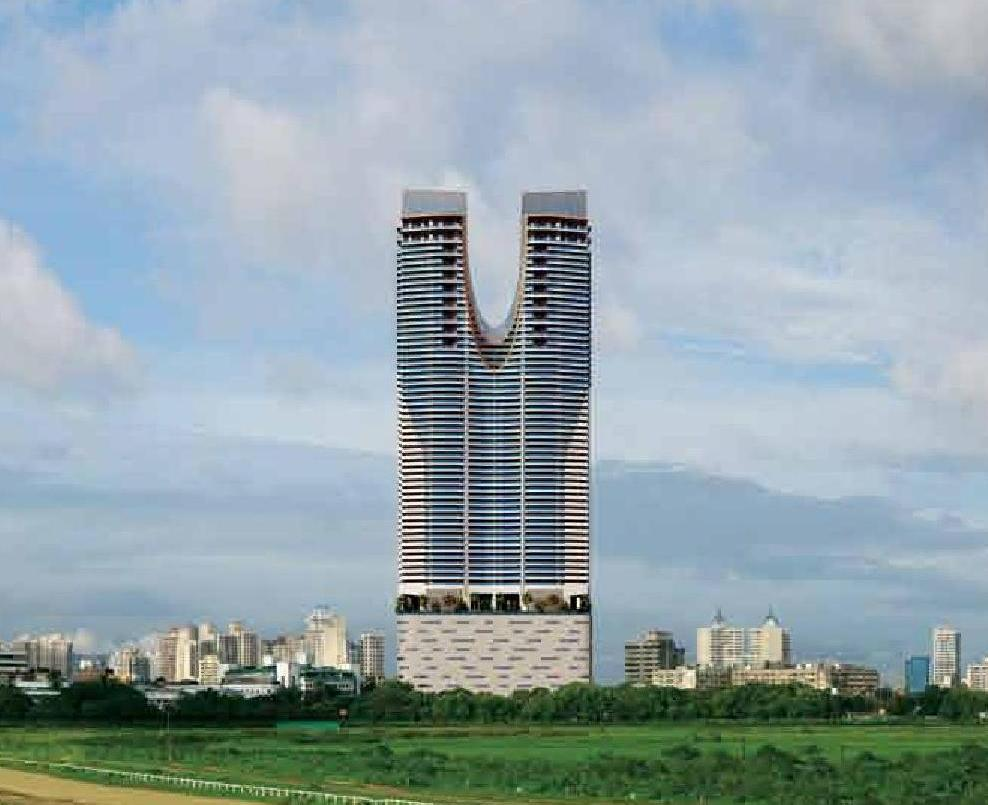
Lokhandwala Minerva
World One und World Crest in Mumbai
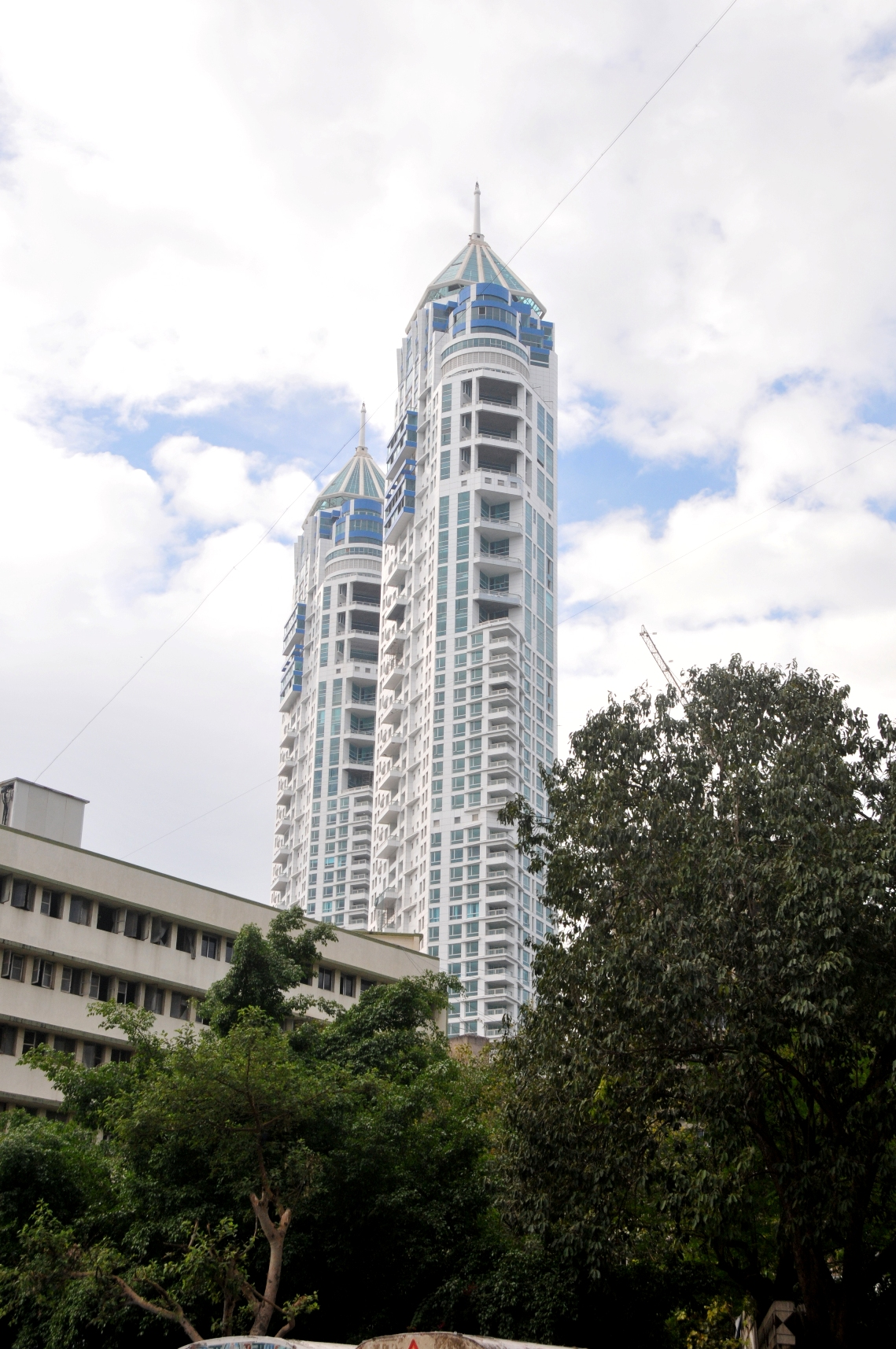
Zwillingstürme der Imperial Towers in Mumbai
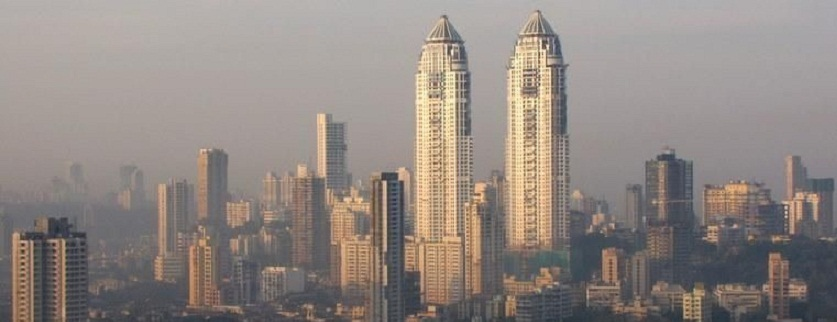
Skyline von Mumbai im Jahr 2009
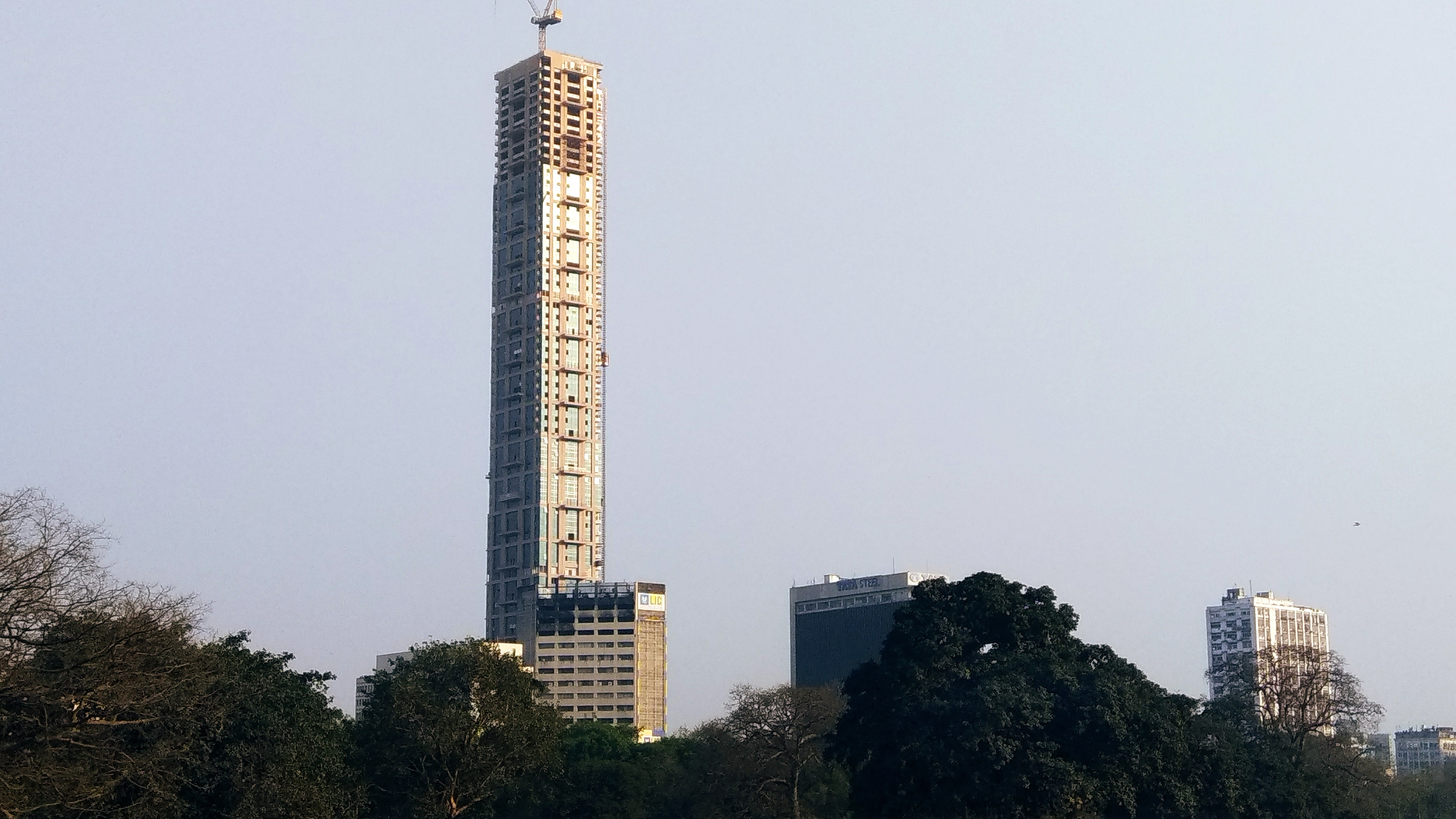
Baustelle von The 42 in Kalkutta im Jahr 2018
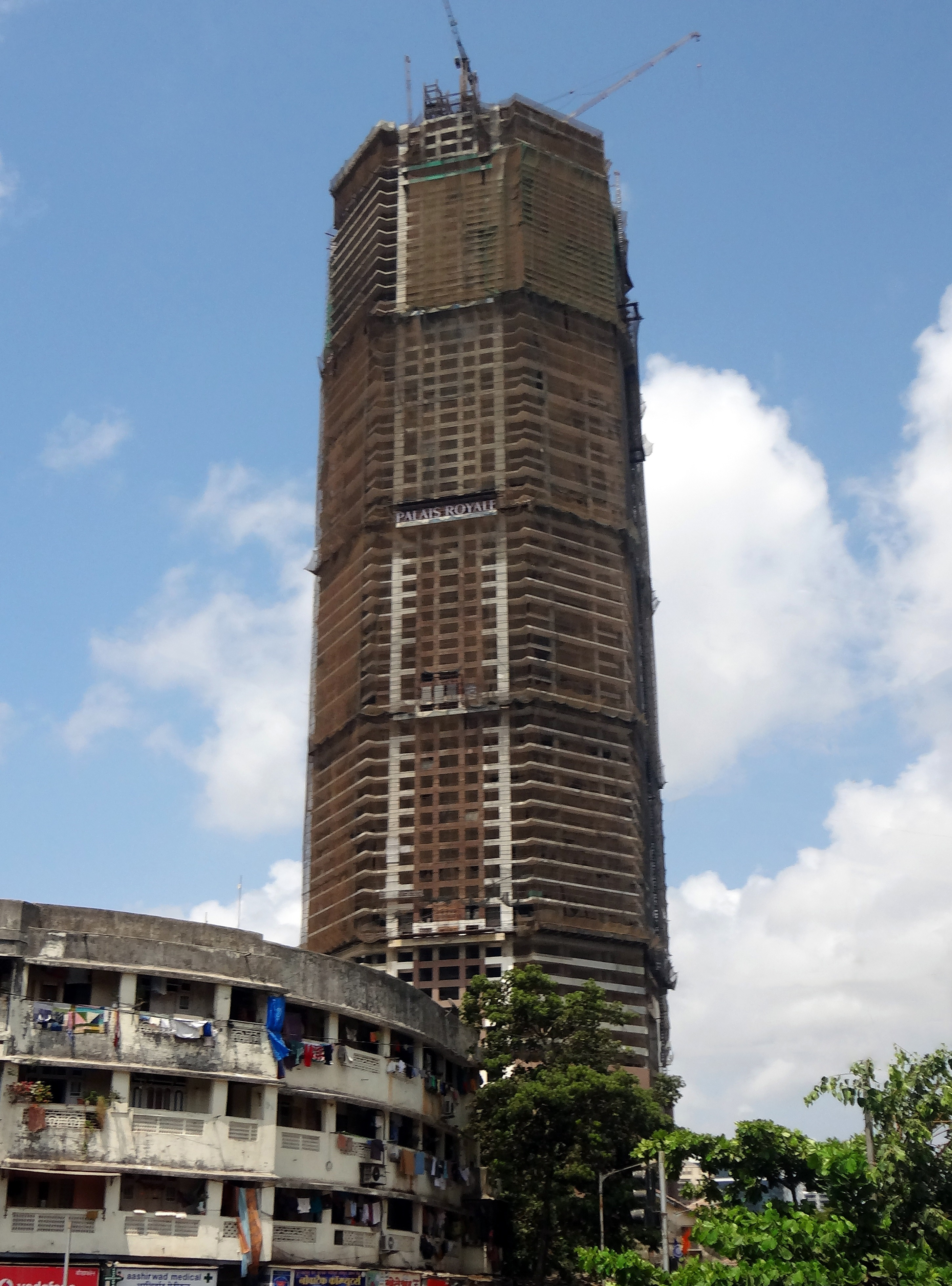
Baustelle des Palais Royale im Jahr 2013
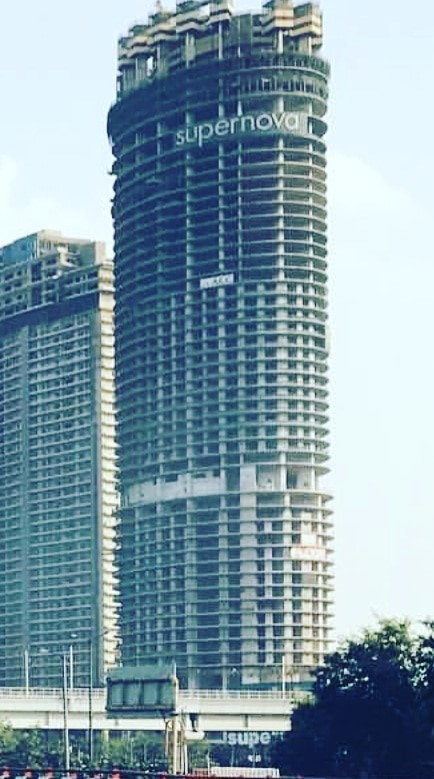
Baustelle des Supernova Spira im Jahr 2019